# 潜水艦情報流出事件
潜水艦情報流出事件（せんすいかんじょうほうりゅうしゅつじけん）とは、中華人民共和国によるスパイ事件。2000年（平成12年）に防衛庁（現、防衛省）の元技官が潜水艦に関する資料を中国側に渡していた事実が発覚し、2007年（平成19年）2月、警視庁公安部は元技官を窃盗容疑で書類送検した。

## 概要
1971年（昭和46年）に防衛庁に入庁し、技術研究本部（防衛装備庁の前身）で潜水艦の艦体となる特殊鋼材の原料や耐弾強度などの研究に従事していた元技官は、2002年（平成14年）に同本部第一研究所の主任研究官として定年退職した。元技官は、在職中の2000年2月から3月頃にかけて、潜水艦の船体に使われる「高張力鋼」と称される特殊鋼材やその加工に関する資料を複写し、無断で持ち出していた。資料は、1990年代後半に高張力鋼の材質や溶接方法などについて元技官が同僚と共同執筆した論文などのコピーであり、B5サイズで分量は34ページほどであった。元技官は知人である埼玉県の食品輸入業者に資料を手渡し、さらに、業者とともに北京市に渡航して中国側に情報を漏洩した。北京への渡航は在職中の2001年12月のことで、費用は業者が負担した。
警視庁公安部外事第二課は2007年2月、資料を持ち出した窃盗容疑で元技官を書類送検した。直接の容疑は窃盗だが、中国によるスパイ事件であることは明白である。